# Anrakuan Sakuden
Anrakuan Sakuden (安楽庵策伝) (1554–7 février 1642) est un prêtre japonais de la secte Jōdo du bouddhisme de la Terre Pure à l'époque d'Edo, adepte de la cérémonie du thé japonaise, connaisseur de camélias et poète amateur. Le nom Anrakuan vient du nom de la maison de thé qu'il construisit et dans laquelle il vécut après sa retraite, à l'âge de soixante-dix ans.
Il est connu comme l'auteur du Seisuishō (醒睡笑), littéralement « Rires pour vous réveiller »), un recueil d'anecdotes amusantes. Le Seisuishō est considéré comme un ancêtre majeur du populaire genre littéraire de l'époque d'Edo appelé hanashibon (咄本), des livres d'histoires humoristiques.
Pour cette raison, Anrakuan Sakuden est appelé le fondateur du rakugo (落語), forme populaire de monologues comiques récités par des conteurs spéciaux.
Anrakuan est également connu comme fondateur de l'école Anrakuan de la cérémonie du thé japonaise.
Le Seisuishō, que compile Anrakuan Sakuden en 1623 sur la demande d'Itakura Shigemune (1588–1656), magistrat de Kyoto, comprend huit chapitres, divisés en volumes.

## Source de la traduction
- (en) Cet article est partiellement ou en totalité issu de l’article de Wikipédia en anglais intitulé « Anrakuan Sakuden » (voir la liste des auteurs).
- Notices d'autorité :   - VIAF
  - ISNI
  - LCCN
  - GND
  - Italie
  - Japon
  - Pays-Bas
  - WorldCat